# Acacia lazaridis
Acacia lazaridis là một loài thực vật có hoa trong họ Đậu. Loài này được Pedley miêu tả khoa học đầu tiên.